# جوديث شالمرز
جوديث شالمرز (بالإنجليزية: Judith Chalmers)‏ صحفية ومقدمة تلفزيونية بريطانية، ولدت في 10 أكتوبر 1935 في ستوكبورت في المملكة المتحدة.

## وصلات خارجية
- جوديث شالمرز على موقع IMDb (الإنجليزية)
- جوديث شالمرز على موقع ميوزك برينز (الإنجليزية)